# Elizabeth Coatsworth
Pour les articles homonymes, voir Coatsworth.
Œuvres principales
The Cat Who Went to Heaven (1931)
Elizabeth Coatsworth (31 mai 1893 - 31 août 1986) est une romancière et une illustratrice américaine de livres pour enfants qui a remporté en 1931 la médaille Newbery pour son livre The Cat Who Went to Heaven (littéralement : Le Chat qui alla au Paradis). 

## Biographie
Un seul de ses romans a été publié en France : Un voyage romanesque (The Captain' Daughter, 1950).

## Œuvre
(liste bon exhaustive)

### Romans pour la jeunesse
- The Cat and the Captain, 1927
- The Cat Who Went to Heaven, 1930
- The Golden Horseshoe, 1935
- Sword of the Wilderness, 1936
- Alice-All-by-Herself, 1937
- You Shall have a Carriage, 1941
- Indian Mound Farm, 1943
- Up Hill and Down: Stories, 1947
- Night and the Cat, 1950
- Dollars for Luck, 1951
- Cat Stories, 1953
- Dog Stories, 1953
- Old Whirlwind: The Story of Davy Crockett, 1953
- Horse Stories, 1954
- Pika and the Roses, 1959
- Lonely Maria, 1960
- The Noble Doll, 1961
- Chimney Farm Bedtime Stories, 1966
- The Lucky Ones:Five Journeys Toward a Home, 1968
- Under the Green Willow, 1971
- The Wanderers, 1972
- Pure Magic, 1975
- Marra's World, 1975

Série Sally
- Away Goes Sally, 1934
- Five Bushel Farm, 1938
- The Fair American ,1940
- The White Horse , 1942
- The Wonderful Day, 1946

### Pour adultes
- Here I Stay, Coward McCann, roman, 1938
- The Trunk, Macmillan, roman, 1941

Série The Incredible Tales
- The Enchanted, 1951
- Silky: An Incredible Tale, 1953
- Mountain Bride: An Incredible Tale, 1954
- The White Room, 1958

## Prix et distinctions
- 1931 : Médaille Newbery pour son livre The Cat Who Went to Heaven
- 1968 : (international) « Hightly Commended Authors »[2], par l' IBBY, pour l'ensemble de son œuvre